# Tablao

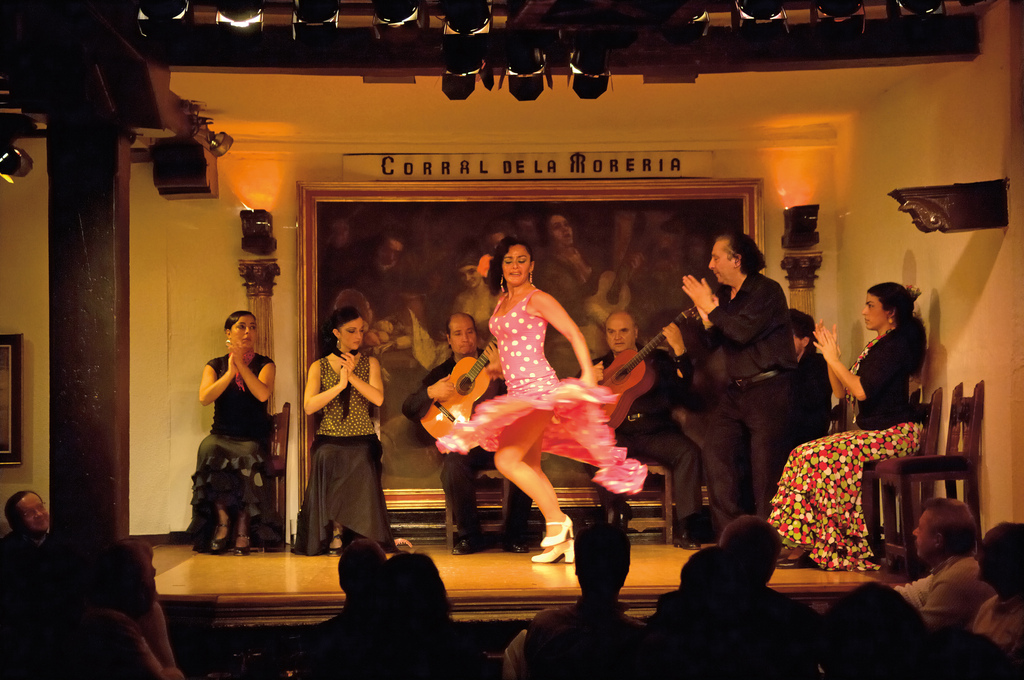
Flamenco auf der Bühne des Corral de la „Morer“ía, einem madrilenischen Tablao

Ein Tablao (andalusisch von spanisch tablado, lateinisch tabulatum: Podium, Bühne, Bretterfußboden), ist ein Lokal mit Restaurantbetrieb und einer Bühne für regelmäßige Flamenco-Darbietungen.

## Geschichte
Das Zeitalter der Tablaos begann in der Mitte der 1950er Jahre in Spanien zu einem Zeitpunkt, in dem die Politik nach Mitteln suchte, die durch die Franco-Diktatur verursachte internationale Ächtung und Isolation des Landes durch den Anschluss an die westlichen Militär- und Wirtschaftsbündnisse und durch Kampagnen zur Förderung des Tourismus (España es diferente) zu durchbrechen, ohne durch diese außenpolitische Liberalisierung die weiterhin repressive Innenpolitik aufgeben zu müssen.
In Folge dieser partiellen Öffnung des Landes entstanden u. a. zahlreiche amerikanische Filmproduktionen auf spanischem Boden, deren Stars (allen voran Ava Gardner, die fünfzehn Jahre in Madrid lebte) nicht nur moderne Moralvorstellungen, sondern auch hohe Ansprüche an das Nachtleben einer Metropole wie Madrid mitbrachten. Dieses Klima förderte die Entstehung von Lokalen, die einerseits in der Tradition des früheren Café cantante (Flamencolokal des 19. Jahrhunderts) standen, andererseits durch Ambiente, gastronomische und künstlerische Qualität sowie eine auf Exklusivität bedachte Preispolitik den Ansprüchen eines internationalen Publikums entsprechen konnten.

Eines der ersten dieser Tablaos war das Zambra in Madrid. Der Eigentümer, Fernán A. Casares, bestand auf Disziplin unter seinen Gästen und Konzentration auf die Darbietungen. Neben der Tänzerin Rosa Durán, der seit der Eröffnung im Jahre 1954 unangefochtenen figura principal des Etablissements, traten zahlreiche der bekanntesten Künstler im Zambra auf, unter ihnen der Tänzer Mario Maya, die Tänzerin Manuela Vargas sowie die Schwestern Bernarda und Fernanda de Utrera, zwei der besten Bulerías- und Soleares-Interpretinnen ihrer Generation. Das Zambra bot auch Räume für private Veranstaltungen, in denen zahlungskräftige Gäste mit den Künstlern oftmals bis in die Morgenstunden feierten.
Obwohl viele der großstädtischen Tablaos in den 1970er Jahren Teile ihres Publikums an neue Hochburgen des Jetset, wie Marbella, verloren oder der Konkurrenz der neu entstehenden Discotheken- und Clubkultur nicht standhalten konnten und in der Folge schließen mussten, finden sich Tablaos inzwischen nicht nur in Spanien und den spanischsprachigen Ländern oder den Regionen der USA mit hohem Anteil an spanischstämmigen Einwohnern, sondern auch in vielen Metropolen wie Amsterdam, Paris, London oder Tokio.

## Bedeutung
Ungeachtet vereinzelter kritischer Stimmen war das neue Gastronomiekonzept der Tablaos vor allem in den 1960er Jahren so erfolgreich, dass diese rasch zum Treffpunkt für die nationale und internationale Prominenz wurden. So gingen 1972 die Bilder des US-Präsidenten Ronald Reagan, der sich bei seinem Besuch des Corral de la Morería vom damaligen Star des Lokals, der Tänzerin Lucero Tena zu einer Tanzeinlage animieren ließ, durch die Presse und manifestierten damit die Bedeutung der Tablaos für das gesellschaftliche und kulturelle Leben der spanischen Metropolen.
Sänger von der Qualität eines Antonio Mairena oder Terremoto de Jerez, die Tänzerin Matilde Coral – sie und viele andere fanden auf diesen Bühnen eine Wirkungsstätte oder eröffneten in den Folgejahren eigene Tablaos, wie der Sänger und Schauspieler Manolo Caracol (Los Canasteros, Madrid 1963). Auch die Weiterentwicklung des Flamenco als Kunstform fand in jener Zeit zum großen Teil in den Tablaos statt. Ein weiteres bedeutendes Tablao war das Torres Bermejos. Für zahlreiche Künstler, wie die Sänger Camarón de la Isla (der Ende der 1960er Jahre Paco de Lucía im Torres Bermejos kennengelernt hat) und Enrique Morente, die Tänzer und Choreographen Antonio Gades und Mario Maya, oder die Kastagnetten-Virtuosin und Tänzerin Lucero Tena waren die Tablaos wichtige Sprungbretter für ihre späteren Karrieren als international gefeierte Stars der Flamencoszene.
In Folge einer inflationären Zunahme von Tablaos in den Kernregionen des im Laufe der 1970er Jahre einsetzenden Massentourismus, insbesondere an der Costa del Sol, und der damit einhergehenden Veränderung des Publikums, erreichten nicht mehr alle Tablaos die Qualität des Zambra oder vergleichbarer Lokale wie dem Corral de la Morería (Madrid, eröffnet 1960). Dennoch erfüllen die Tablaos nach wie vor eine wichtige kulturpolitische Funktion – einerseits als Katalysator unterschiedlicher Flamencomilieus, andererseits als existenzsichernde Basis für zumindest einen Teil der Künstler, die für die Dauer eines Engagements über regelmäßige Einnahmen verfügen, die bis zu 95 % ihrer Einkünfte ausmachen.
Neben diesem wirtschaftlichen Aspekt sind die heutigen Tablaos eine Alternative zu den für Außenstehende, insbesondere für Touristen selten zugänglichen Juergas (privat organisierten oder spontanen Zusammenkünften von Flamencokünstlern) eines teilweise subkulturellen Milieus, wie zur elitären Subventionskultur der Festivals und Theateraufführungen, die sich überwiegend auf die etablierten, hoch dotierten internationalen Stars der Szene konzentriert, und von der insbesondere die finanziell benachteiligten Teile des einheimischen Flamencopublikums in vielen Fällen ausgeschlossen sind.
So gilt heute für die in Spanien bestehenden Tablaos, was der Schriftsteller und Journalist Manuel Ríos Ruíz bereits 1988 formulierte: „Die Zukunft der Tablaos hängt vom Tourismus ab.“
Wie stark die wirtschaftliche Abhängigkeit der Tablaos und der dort engagierten Künstler vom Tourismus ist, zeigt der Fall des renommierten und international bekannten Casa Patas (Madrid), das nach 32 erfolgreichen Jahren, bedingt durch die Auswirkungen der Corona-Krise von 2020, im Mai des gleichen Jahres Konkurs anmelden musste. In ihrer Ausgabe vom 18. Juli 2020 titelte die spanische Zeitschrift ABC: Tablaos Flamencos: un pilar cultural y turístico con el agua al cuello (Tablaos: Einer Säule der Kultur und des Tourismus steht das Wasser bis zum Hals). Nach Aussage des Artikels waren zu diesem Zeitpunkt mehrere der einundzwanzig in Madrid ansässigen Tablaos (was im Jahre 2020 einem Fünftel aller spanischen Tablaos entsprach) von Schließungen bedroht. Die Stadtverordnetenversammlung von Madrid verabschiedete daraufhin einen von der PSOE vorgelegten Gesetzesvorschlag, der den Sektor der Flamencotablaos zum „Sektor von besonderem Interesse für die Gemeinde Madrid“ erklären sollte – eine Einbeziehung der Tablaos in den Hilfsplan für den Kultursektor wurde jedoch vom Kulturministerium abgelehnt.

## Kritik
Die Tablaos wurden ebenso von konservativen Kräften der spanischen Gesellschaft, wie auch von Teilen der linksgerichteten, politisch unterdrückten Opposition kritisiert. Die einen befürchteten einen zu starken Einfluss westlicher Moralvorstellungen, die anderen sahen in der Akzeptanz der Tablaos durch ein internationales Publikum einen politischen Schachzug zur weiteren Konsolidierung der spanischen Diktatur. Auch aus den Reihen der Flamencokünstler gab es kritische Stimmen. So urteilte der Sänger Chato de la Isla, der seit den 1960er Jahren selber in bedeutenden Tablaos von Madrid gearbeitet hatte, dass die Künstler sich in der Routine der Tablaos „verbrennen“ würden. Immer dieselben Soleares und Alegrías schössen ins Kraut. Es sei gut für den Tourismus, aber wem es gefalle, Flamenco zu hören, gehe dort nicht hin. Es herrsche Lärm und Gekreische – das sei kein Flamenco.